# Антоан-Филип Орлеански
Луи-Антоан-Филип Орлеански (на френски: Louis Antoine Philippe d'Orléans, duc de Montpensier; * 3 юли 1775, Париж, Кралство Франция; † 18 май 1807, Солт Хил, Англия) е френски благородник, херцог на Монпансие, принц по кръв от Орлеанския дом, по-малък брат на френския крал Луи-Филип.

## Произход
Той е син на херцога на Шартър и след това орлеански херцог Луи-Филип II (* 1747, † 1793), който по време на Френската революция става по-известен като Филип Егалите, и на съпругата му принцеса Луиза-Мария-Аделаида дьо Бурбон (* 1753, † 1821). Има двама братя и две сестри:
- Луи-Филип (* 1773, † 1850), крал на Франция (1830 – 1848), съпруг на Мария Амалия Бурбон-Неаполитанска, дъщеря на краля на Двете Сицилии – Фердинанд I.
- Франсоаз
- Луиза-Мари-Аделаид-Йожени (* 1777, † 1847), Мадмоазел дьо Шартър по рождение, Мадмоазел Орлеанска при смъртта на близначката ѝ през 1782 г., Мадмоазел (1783 – 1812) и Мадмоазел Адеаида (1830).
- Луи-Шарл-Алфонс-Леодгард (* 1779, † 1808), граф на Божоле, принц по кръв от Дом Орлеан

## Живот
Луи-Антоан е роден в Пале Роял, Париж, на 3 юли 1775 г. и е благословен същия ден от Жан-Батист Талон, капелан на херцога на Орлеан, в присъствието на Жан-Жак Пупарт, енорийски свещеник на църквата „Сент Юсташ“ в Париж и изповедник на краля. На 12 май 1788 г. Антоан-Филип Орлеански е кръстен в същия ден като по-големия си брат Луи-Филип, херцог на Валоа (тогава на Шартър, след това херцог на Орлеан (1793) и бъдещ крал на Франция), в Кралския параклис на Версайския дворец от епископа на Мец Луи-Жозеф дьо Монморанси-Лавал, придворен капелан. Негов кръстник е крал Луи XVI, а кръстница – кралица Мария-Антоанета.
Той е отгледан с брат си, към когото го свързва дълбока привързаност. Те са разделени само по време на Големия терор и последвалите събития между 1793 и 1797 г.
След революцията Антоан-Филип не емигрира в чужбина, а остава във Франция, където семейството му се ползва с доверието на новата власт заради активното революционно поведение на орлеанския херцог. През 1791 г., на 16-годишна възраст, той е назначен за втори лейтенант в полка на брат си Луи-Филип, тогавашен херцог на Шартър, под името Генерал Егалите, като адютант. Номиниран е за генерален адютант преди битката при Жемап, в която участва с брат си.
В Париж, по време на процеса срещу Луи XVI, той се опитва безуспешно да убеди баща си – един от съдиите в трибунала да не гласува за смъртта на краля. Тогава генерал-адютант в Армията на Вар, той е арестуван по заповед на якобинцитеедновременно с всички Бурбони през април 1793 г. Затворен е във Форт „Сен Жан“ в Марсилия. Там той се разболява от туберкулоза (причина за смъртта му през 1807 г.). Баща му, майка му и по-малкият му брат също са арестувани. На 6 ноември баща му е гилотиниран.
Отървал се като по чудо от гилотината по време на Голямата чистка, Антоан-Филип е освободен от затвора след падането на Робеспиер чрез застъпничеството на любовника на майка си Жак-Мари Рузе, член на Съвета на 500-те. На 30 август 1796 г. с декрет на Директорията той и брат му Луи-Шарл, граф на Божоле, са експулсирани в САЩ, където френското шарже д'афер отпуска на Антоан-Филип годишна пенсия от 15 000 франка. Той се качва на кораба на 5 ноември 1796 г. Тогава е заченат неговият извънбрачен син Жан-Антоан-Филип Дантан, който ще стане нотариус на Дом Орлеан (в това си качество той ще отговаря за изготвянето на акта за дарение на личното имущество на Луи-Филип на неговите деца точно преди възкачването му на престола през 1830 г.).
Във Филаделфия през февруари 1797 г. Антоан-Филип се събира с брат си Луи-Филип. Две години братята обикалят из Нова Англия, в района на Големите езера и Мисисипи.
През 1800 г. те се завръщат в Европа и се установяват в Англия, близо до Лондон – в Туикенам (Highshot House, Crown Road – сграда, разрушена през 1927 г.).
През 1807 г. белодробната туберкулоза, от която се е заразил в затвора, подобно на брат си, се влошава. Луи-Филип решава да заведе брат си в Девън, за да подиша свеж въздух. По пътя те спират в Солт Хил, където 31-годишният Антоан-Филип получава респираторна криза и умира на 18 май, стискайски ръката на брат си. Опелото на Антоан-Филип е извършено по католически обред в католическата катедрала на „Кингс стрийт“ в Лондон. Със съдействието на Шарл X и херцога на Кент Луи-Филип получава разрешение да погребе брат си в Уестминстърското абатство.

## Брак и потомство
Антоан-Филип е неженен. Има един извънбрачен син:
- Жан-Антоан-Филип Дантан (* 1797, † 1858).

## Изобразителна дейност
Ученик на художника Мирис, Антоан-Филип Орлеански се посвещава на живописта и литографията под ръководството на Филип Андре. Писмо от Анри Бушо ни казва, че той е научил литографията през 1800 г. от Алоис Зенефелдер (изобретател на процеса). Той оставя няколко литографски инкунабули от 1805 и 1806 г., които се съхраняват в Cabinet des Estampes на Националната библиотека на Франция. Сред тях е неговият автопортрет с лице към брат си, херцога на Орлеан – бъдещият Луи-Филип. Негови са и Портрет на Саймъндс, просяк от Кингстън на Темза – картина от 1804 г., съхранявана днес в Музей „Конде“ в Шантийи, Въображаем пейзаж – картина от 1805 г. (отново в Музей „Конде“). Крал Луи-Филип пази пет други негови картини в личната си колекция.